# Тасбогет
Тасбогет (каз. Тасбөгет) (ранее Тасбугет) — посёлок городского типа в Кызылординской области Казахстана. Подчинён администрации города Кызылорда. 
Посёлок расположен в 9 км к юго-востоку от центра Кызылорды, на правом берегу Сырдарьи. В советское время Тасбугет являлся административным центром Сырдарьинского района, позже районный центр был перенесён в посёлок Теренозек.

## Население
В 1999 году население посёлка составляло 16922 человека (8896 мужчин и 8026 женщин). По данным переписи 2009 года, в посёлке проживало 18875 человек (9437 мужчин и 9438 женщин).
На начало 2019 года, население посёлка составило 30675 человек (15212 мужчины и 15463 женщины).

## История
Посёлок Тасбогет (прежнее название Тасарык) был образован в 1948 году. В 1945 году на реке Сырдарья началось строительство гидроузла и было образовано управление строительством «Кызылордаплотинстрой» в ведении Наркомата водного хозяйства. В первое время строительство велось силами колхозников, присланных из районов области, а в 1946 году правительство СССР приняло решение использовать на строительстве труд пленных японцев. В 1948 году в Тасбогете проживало свыше 2,5 тысячи человек, помимо строителей и пленных японских солдат, были заселены первые двухквартирных дома, в поселок провели водопровод и вскоре, указом Президиума Верховного Совета Казахской ССР населенному пункту был придан статус поселка городского типа и дано название Тас-бугет (каменная преграда).
Первым председателем поселкового совета был избран уроженец Тасбогета Тасмаганбет Батыршаев (1923—2004). Тасмаганбет Батыршаев в возрасте 19 лет, в 1942 году был призван на воинскую службу и принимал участие в боях за оборону Кавказа, освобождения Кенигсберга, Украины и Литвы. Награждён орденом «Отечественной войны» 1-й степени, медалями «За оборону Кавказа», «За взятие Кенигсберга», «За победу над Германией в Великой Отечественной войне 1941—1945 гг.». В августе 1945 года вступил в ряды КПСС. Закончил службу в звании сержанта в мае 1948 в городе Каунас.(Литовская ССР).
Тасмаганбет Батыршаев сразу после демобилизации в 1948 году был принят табельщиком на работу в управление строительством «Кызылордаплотинстрой», а в 1950 году был избран председателем поселкового совета и проработал на этой должности до 1963 года. Награждён орденом «Знак Почёта», медалью «Ветеран труда», многими почётными грамотами и дипломами. В 2010 году в Тасбогете одна из улиц названа именем Тасмаганбета Батыршаева.

## Известные уроженцы, жители
Улжан Маликайдаркызы Байбосынова (каз. Ұлжан Мәлікайдарқызы Байбосынова; 1973, Тасбогет, Сырдарьинский район, Кызылординская область, КазССР, СССР) — казахская поэтесса и исполнительница фольклорной музыки.